# Анас Ельтаєб Ельгаїлані
Анас Ельтаєб Ельгаїлані (Anas Al-Tayeb Gailani) — суданський дипломат. Надзвичайний і Повноважний Посол Судану в Україні (з 2013).

## Життєпис
Вивчав право, дипломатію, англійську та арабську мови в Судані.
На дипломатичній роботі перебував у Сомалі, Ефіопії, Австрії, США та Швейцарії.
З 2013 — Надзвичайний і Повноважний Посол Судану в Києві.
19 березня 2013 року — вручив вірчі грамоти Президенту України Віктору Януковичу.